# 前ノ山政三 (1931年生)
前ノ山 政三（まえのやま まさぞう、1931年7月2日 - 1973年4月8日）は、愛媛県八幡浜市堀川町出身で高砂部屋に所属した大相撲力士。本名は菊池 秀介（きくち ひですけ）。最高位は東前頭14枚目（1958年5月場所）。現役時代の体格は176cm、102kg。得意手は右四つ、寄り、上手投げ。

## 来歴・人物
1931年、中国北東部の奉天市（現在の中華人民共和国遼寧省瀋陽市、当時は満洲国の統治下にあった）附近で生まれ、第二次世界大戦の終結とともに愛媛県八幡浜市に引き揚げて来た。
15歳の時に高砂部屋へ入門し、1947年6月場所（※現在の5月場所に相当）で初土俵。翌11月場所、「前ノ川」の四股名で序ノ口に付いた。
その後、1951年5月場所より故郷・愛媛の名所に因んだ「佐田岬」へ改名（師匠も現役時代、〈前田山〉を名乗る前は〈佐田岬〉を名乗っていた）。更に、1953年3月場所で新十両に昇進した際、同郷の大先輩であり師匠でもある高砂親方（元横綱・前田山）の現役名から2字取った「前ノ山」に四股名を改めた。
なお「前ノ山」の四股名は彼が2代目で、初代も同じ「前ノ山政三」を名乗った。こちらの方は名前の読みが「せいぞう」、秋田県出身で2代目と同じく高砂部屋に所属し、1946年から数年間幕内を務めた。
1955年9月場所で新入幕を果たし、以後は強い腕力を利しての右四つからの寄りや上手投げを武器に、主に幕内下位から十両で活躍した。相手と正対せず、斜めを向く変則仕切り（斜め仕切り）で人気があった。4度目の入幕場所に於いて、自身初となる幕内での勝ち越しを決めた。
現役晩年は幕下4枚目まで陥落し、1960年1月場所を最後に28歳で廃業。
廃業後は帰郷し、松山市で相撲料理店を営んだ。
1973年4月8日、逝去。享年41。

## エピソード
- 先述した“斜め仕切り”で、顔は相手ではなく行司の方を向くため、観客に「前ノ山、行司と相撲を取る気か!」と言われた事がある。また、ある場所で星甲と対戦した時、星甲も前ノ山と同じ“斜め仕切り”を行った。それにより、両者行司の方を向く仕切りとなり、観客らを爆笑させた事もあった。
- 暢気な性格で、いつもニコニコ笑っていたため、部屋の先輩・大田山に「にいや」という仇名を付けられた。
- 同じ八幡浜市出身で高砂部屋の後輩でもある、5歳年下の愛宕山（最高位・前頭3枚目）が角界入りする切っ掛けを作ったのは、前ノ山の父親である。

## 主な戦績
- 通算成績：339勝342敗15休　勝率.498
- 幕内成績：54勝81敗　勝率.400
- 現役在位：50場所（※初土俵を踏んだ、1947年6月場所を含む）
- 幕内在位：9場所

### 場所別成績
| | 一月場所 初場所（東京） | 三月場所 春場所（大阪） | 五月場所 夏場所（東京） | 七月場所 名古屋場所（愛知） | 九月場所 秋場所（東京） | 十一月場所 九州場所（福岡） |
| --- | ----------------------- | ----------------------- | ----------------------- | --------------------------- | ----------------------- | --------------------------- |
| 1947年 （昭和22年） | x                       | x                       | 新序 2–3                | x                           | x                       | 東序ノ口8枚目 2–4           |
| 1948年 （昭和23年） | x                       | x                       | 東序ノ口2枚目 3–3       | x                           | 東序二段23枚目 4–2      | x                           |
| 1949年 （昭和24年） | 東序二段2枚目 3–9       | x                       | 東序二段12枚目 8–7      | x                           | 西序二段筆頭 9–6        | x                           |
| 1950年 （昭和25年） | 西三段目24枚目 10–5     | x                       | 西三段目6枚目 8–7       | x                           | 西三段目4枚目 7–8       | x                           |
| 1951年 （昭和26年） | 西三段目5枚目 9–6       | x                       | 西幕下28枚目 8–7        | x                           | 東幕下23枚目 9–6        | x                           |
| 1952年 （昭和27年） | 西幕下14枚目 11–4       | x                       | 東幕下4枚目 2–2–11      | x                           | 東幕下14枚目 11–4       | x                           |
| 1953年 （昭和28年） | 西幕下筆頭 9–6          | 東十両17枚目 6–9        | 東十両20枚目 7–8        | x                           | 東幕下筆頭 5–3          | x                           |
| 1954年 （昭和29年） | 東十両21枚目 10–5       | 東十両10枚目 6–9        | 東十両14枚目 6–9        | x                           | 西十両20枚目 10–5       | x                           |
| 1955年 （昭和30年） | 西十両9枚目 8–7         | 西十両7枚目 10–5        | 西十両2枚目 11–4        | x                           | 東前頭17枚目 4–11       | x                           |
| 1956年 （昭和31年） | 東十両2枚目 7–8         | 東十両3枚目 7–8         | 西十両3枚目 8–7         | x                           | 東十両2枚目 9–6         | x                           |
| 1957年 （昭和32年） | 東前頭21枚目 4–11       | 西十両4枚目 10–5        | 東前頭23枚目 7–8        | x                           | 西十両筆頭 8–7          | 西前頭18枚目 8–7            |
| 1958年 （昭和33年） | 東前頭17枚目 7–8        | 東前頭18枚目 8–7        | 東前頭14枚目 7–8        | 西前頭15枚目 6–9            | 東前頭18枚目 3–12       | 西十両5枚目 5–10            |
| 1959年 （昭和34年） | 西十両10枚目 7–8        | 西十両10枚目 7–8        | 西十両11枚目 5–10       | 東十両17枚目 7–8            | 東十両18枚目 9–6        | 西十両12枚目 0–11–4         |
| 1960年 （昭和35年） | 東幕下4枚目 引退 2–6–0  | x                       | x                       | x                           | x                       | x                           |
| 各欄の数字は、「勝ち-負け-休場」を示す。 優勝 引退 休場 十両 幕下 三賞：敢=敢闘賞、殊=殊勲賞、技=技能賞 その他：★=金星 番付階級：幕内 - 十両 - 幕下 - 三段目 - 序二段 - 序ノ口 幕内序列：横綱 - 大関 - 関脇 - 小結 - 前頭（「#数字」は各位内の序列） |                         |                         |                         |                             |                         |                             |

### 幕内対戦成績
| 天津灘         | 1 | 1 | 泉洋   | 2 | 3 | 大内山 | 1 | 0 | 大瀬川   | 1 | 3 |  |  |  |
| 大起           | 0 | 3 | 大ノ浦 | 2 | 0 | 大晃   | 1 | 2 | 小城ノ花 | 2 | 3 |  |  |  |
| 小野錦         | 1 | 1 | 大蛇潟 | 1 | 1 | 海山   | 0 | 3 | 金ノ花   | 1 | 1 |  |  |  |
| 神生山         | 0 | 1 | 神錦   | 2 | 2 | 起雲山 | 0 | 1 | 北ノ洋   | 0 | 1 |  |  |  |
| 清恵波         | 1 | 3 | 鬼竜川 | 2 | 2 | 鯉の勢 | 2 | 4 | 櫻國     | 0 | 1 |  |  |  |
| 潮錦           | 3 | 1 | 清水川 | 2 | 0 | 太刀風 | 1 | 0 | 楯甲     | 0 | 1 |  |  |  |
| 常錦           | 1 | 1 | 鶴ヶ嶺 | 0 | 1 | 出羽錦 | 1 | 2 | 出羽ノ花 | 0 | 1 |  |  |  |
| 出羽湊         | 2 | 0 | 富樫   | 0 | 1 | 時津山 | 0 | 1 | 時錦     | 0 | 2 |  |  |  |
| 鳴門海         | 2 | 0 | 成山   | 2 | 2 | 白龍山 | 3 | 0 | 羽嶋山   | 0 | 1 |  |  |  |
| 羽子錦         | 2 | 0 | 緋縅   | 1 | 1 | 平ノ戸 | 0 | 1 | 広瀬川   | 0 | 3 |  |  |  |
| 福ノ海(福乃海) | 0 | 5 | 福乃里 | 2 | 0 | 双ツ龍 | 2 | 0 | 星甲     | 0 | 6 |  |  |  |
| 三根山         | 0 | 2 | 八染   | 3 | 3 | 吉井山 | 1 | 2 | 芳野嶺   | 2 | 3 |  |  |  |
| 若瀬川         | 1 | 1 | 若秩父 | 0 | 1 | 若ノ海 | 0 | 1 | 若葉山   | 1 | 1 |  |  |  |

## 改名歴
- 前ノ川（まえのかわ、1947年11月場所-1951年1月場所）
- 佐田岬（さだみさき、1951年5月場所-1953年1月場所）
- 前ノ山 政三（まえのやま まさぞう、1953年3月場所-1960年1月場所）